# Río Carcarañá
Der Río Carcarañá ist ein 240 km langer Fluss in Zentralargentinien. 
Der Fluss bildet sich durch den Zusammenfluss des Río Tercero und des Río Saladillo bei Cruz Alta im Südosten der Provinz Córdoba. Anschließend fließt er in östlicher Richtung in die Provinz Santa Fe, vorbei an der Stadt Carcarañá und mündet schließlich südlich von Gaboto in den Río Paraná.